# Szkoła nowojorska (muzyka)
Szkoła nowojorska – nieformalna grupa nowojorskich kompozytorów, działających w pierwszej połowie lat 1950.
Należeli do niej głównie kompozytorzy z tzw. kręgu Cage’a, czyli sam John Cage oraz Morton Feldman, Earle Brown, Christian Wolff, a także pianista i kompozytor David Tudor. Do grupy zalicza się również Edgara Varèse’a i Stefana Wolpego, którzy pełnili rolę mentorów i nauczycieli oraz Ralpha Shapeya i Lucię Dlugoszewski, uczennicę Edgarda Varèse’a.
Wszyscy oni blisko współpracowali z artystami wizualnymi (abstrakcyjnymi ekspresjonistami), podzielając ich wartości estetyczne, zwłaszcza niekonwencjonalny i innowacyjny sposób wyrażania indywidualnej ekspresji. W niektórych przypadkach nawiązali też głębokie przyjaźnie i synergie.
Spotykali się w Cedar Tavern w Greenwich Village lub w The Club (39 East 8th Street), gdzie Cage wygłosił kilka wykładów, w tym słynny Lecture on Nothing (1949). Ponadto Cage pisał eseje do czasopisma „The Tiger's Eye” i razem z Robertem Motherwellem współredagował czasopismo „Possibilities”, a Feldman opublikował swój przełomowy essej Sound. Noise. Varèse. Boulez w „It is” – oficjalnym piśmie The Club. Jednak związki kompozytorów z malarzami szkoły nowojorskiej były zróżnicowane. 
Cage doceniał u malarzy improwizację i całościowe, niehierarchiczne podejście do powierzchni obrazów, ale nie podzielał ich heroicznej postawy i autobiograficznych odniesień. W tym względzie bliższy był mu Marcel Duchamp i dadaizm, niż Jackson Pollock. Earle Brown przyznawał, że Pollock wywarł wpływ na jego muzykę, zwłaszcza improwizacja realizowana poprzez dripping była dla Browna inspiracją do stosowania otwartych form w takich utworach, jak Dwadzieścia pięć stron (1953), Available Forms I (1961) i Available Forms II (1962).
Najsilniejszy związek z artystami wizualnymi miał Morton Feldman, który pod wpływem twórczości Philipa Gustona i Marka Rothko zainteresował się abstrakcją i intuicyjnym automatyzmem. Skomponował ścieżki dźwiękowe do filmów dokumentalnych Hansa Namutha Jackson Pollock (1951) i De Kooning (1963) oraz zadedykował swoje kompozycje takim malarzom z nowojorskiej grupy, jak Franz Kline (For Franz Kline, 1962), Guston (Piano Piece, 1963) i Rothko (Rothko Chapel, 1971) oraz poecie Frankowi O’Harze (For Frank O’Hara, 1973).
Kompozytorzy ze szkoły nowojorskiej, mimo intensywnej współpracy, nie wypracowali wspólnego stylu, który by ich identyfikował jako grupę, wywarli jednak głęboki wpływ na muzykę współczesną, szczególnie w Europie i Japonii.